# Nadia Boulanger
Juliette Nadia Boulanger (1887-1979) là nhà soạn nhạc, nhạc trưởng người Pháp. Bà là một người dạy sáng tác kiệt xuất và có ảnh hưởng lớn.

## Cuộc đời và sự nghiệp
Nadia Boulanger đoạt giải nhất về hòa thanh, đối vị và fuga khi học tại Nhạc viện Paris. Bà học sáng tác với Gabriel Fauré. Năm 1908, Boulanger được tặng Grand Prix de Rome cho bản cantata Nàng tiên cá. Bà là giảng viên của Nhạc viên Paris từ năm 1946, của École Normale de Musique tại Paris trong các năm 1920-1939, của Nhạc viện Mỹ, Nhạc viện Fontainebleau,... Bà chỉ huy nhiều dàn nhạc giao hưởng nổi tiếng và trở thành người phụ nữ đầu tiên chỉ huy trọn vẹn một chương trình hòa nhạc của Dàn nhạc Philharmonic của Hiệp hội Hoàng gia London.